# 勇者聖戦バーンガーン
『勇者聖戦バーンガーン』（ゆうしゃせいせんバーンガーン、The Saint of Braves Baan Gaan）は、シミュレーションRPG『新世代ロボット戦記ブレイブサーガ』シリーズに登場するロボットアニメコンセプトの作品。
タカラとサンライズによるテレビアニメシリーズ『勇者シリーズ』のフォーマットに則って企画・制作されたもので、2024年現在では同シリーズの公式サイトなどにおいて、各テレビシリーズと同様にシリーズの一作品、9代目の勇者としても数えられている。

## 概要
本作品は、1998年に発売された『ブレイブサーガ』において、各登場作品のストーリーを一つにまとめる意味合いも込めて新たに作られたもので、ゲーム内においては本作品のストーリーを縦軸とし、各登場作品のストーリーは横軸として展開する形とされている。ゲームオリジナル作品とはいえ、そのフォーマットは前述の通り勇者シリーズのそれに準じたものとされ、ゲーム内では同シリーズの各テレビシリーズのように全48話のストーリーが用意されている他、主人公勇者であるバーンガーンなどのデザインも、やはりメカニックデザイナーとして同シリーズの全般に携わった大河原邦男が手がけている。『ブレイブサーガ』のプロデューサーにして、本作品の企画原案を手がけた早坂憲洋の語るところによれば、本作品の基本は全て勇者シリーズの第1作目である『勇者エクスカイザー』（1990年）に原点回帰したい、という思いが非常に強くあったといい、そうした思いは後述するバーンガーンのデザインなどにも色濃く反映されている。
従来の作品に登場した勇者は、玩具としての発売を前提に可変機構や安全面に配慮したデザインが心がけられているが、本作品は前述の通りゲームオリジナルの作品として企画され玩具展開を前提としておらず、デザインの発注の際にも大河原に自由にやってもらいたいという意図から、当初「変形合体のパターンは適当でいい」ことが言明されていた。しかし、ゲーム内容の発表を受けての反響の大きさから、途中で変形もできるようにコンセプトが変更されており、また大河原の方でもこの変更に当惑したとはいえ変形合体に嘘を吐きたくないという思いもあったことから、変形合体にまつわる基礎の部分については過去にテレビアニメ『からくり剣豪伝ムサシロード』（1990年）で協働の機会があった、青木健太に協力してもらう形で考案している。このような背景もあり、従来のDX玩具に相当する商品は長らく存在しなかったが、2007年7月に「DX友情合体 グレートバーンガーン」（シーエムズコーポレーション）が発売された。
上記DX玩具以外にも、変形合体を前提としないものも含めればプラモデルやアクションフィギュアとして、度々立体物が商品化されている（詳細は後述）。また作品自体も『ブレイブサーガ』シリーズの他、2023年より連載がスタートしたWebコミック『勇者宇宙ソーグレーダー』に一部キャラクターが登場する他、2024年には同作品に関連する形で、後述する新作Web小説の連載も開始された。

## 登場人物
以下の文中に登場するVARSという語句は、作中においてC-Naゼネラルカンパニーが開発する小型ロボットの名称と、私設地球防衛組織の2通りの意味を持つ。そのため、本項目では便宜上小型ロボットを「VARS」、私設地球防衛組織を『VARS』とそれぞれ表記する。
芹沢 瞬兵（せりざわ しゅんぺい）
声 - 半場友恵
本作品の主人公で、海浜小学校の6年1組に在籍する11歳の少年。11月27日生まれ、血液型はA型、身長135cm、体重35kg。好きなものは「VARS」とカレーライスにハンバーグ、チョコレート。中でも「VARS」についてはテストプレイヤーも務め、その腕前は全国大会級にまで達する。嫌いな物はラッキョウと梅干。得意科目は国語、苦手科目は算数。
純真かつ素直な性格の持ち主で、愛美や菜々子の気の強さに押されがちなところもあるなど気の弱さも目立つものの、内に秘めた正義感は誰にも負けない。モットーは「いつも心に太陽を」で、自身の名は「瞬間を掴む兵（つわもの）となる」ようにとの願いを込め、祖父である厳五郎によって付けられたものである。バーンによって「勇気の源」に選ばれ、彼との出会いをきっかけに様々な経験を重ね成長していく。また、その過程で出会うコウタや勇太たちとも、すぐに打ち解け仲良くなっていく。
相羽 菜々子（あいば ななこ）
声 - 高木礼子
本作品のヒロイン。7月12日生まれ。嫌いなものは納豆と水泳。趣味はドラマ鑑賞で、春秋の新番組には録画は欠かせず、気に入ったものはのめり込む。
瞬兵の幼なじみにしてクラスメート。気の強いおてんば娘で、頼りなさの目立つ瞬兵に対しても時には叱咤しつつこれを支える役回りを担うが、これは優しさを素直に表現できない不器用さの現れでもある。また、愛美たちに対しては素直で礼儀正しい側面を見せることもある。宣伝ポスターでは瞬兵を抱きしめるロンロンに嫉妬する素振りを見せている。
芹沢 愛美（せりざわ まなみ）
声 - 麻丘夏未
瞬兵の実姉で、C-Naゼネラルカンパニーに所属する開発者。年齢24歳であるがマスコミに対しては26歳と公表している。11月生まれ。好きなものはラーメンとワインで週に2,3本飲む程の酒豪で菜食主義者。
開発者としては「トップ」と呼ばれ、海浜総合開発総指揮者を務めるが、同時に私設防衛軍『VARS』の隊長というもう一つの顔を持ち、世界中を飛び回りつつ勇者たちを取り仕切る。きっぷの良い姉御肌な性格で、いかなる状況においても臆することなく対処に当たる度胸の据わったところもある一方、弟である瞬兵に対してはその成長を見守る優しい側面も持ち合わせている。
芹沢 厳五郎（せりざわ げんごろう）
瞬兵、愛美の祖父で、瞬兵の名付け親。徹の父親。スケボーに乗るファンキーじいさん。軽い性格だが、時折威厳に満ちた言動もとる。
芹沢 徹（せりざわ とおる）
瞬兵、愛美の父親。世界を股に掛ける玩具会社のサラリーマン。「仕事も一流、家庭も一流」がモットーの良き父親。
芹沢 薫（せりざわ かおる）
瞬兵、愛美の母親。高名な料理研究家。左目じりに泣き黒子あり。パッと見で瞬兵の親だとわかる容姿をしている。
千葉 大地（ちば だいち）
瞬兵の同級生。ガキ大将で瞬兵を苛める。
池上 友貴（いけがみ ゆうき）
大地と一緒にいる少年。お父さん子。
森尾 成予（もりお なるよ）
瞬兵の同級生。普段、菜々子の言いなりになっている瞬兵を好意的に思っていない。
熊谷 知世（くまがい ともよ）
瞬兵の同級生。頭がよく、動物が好き。
坂下 洋（さかした ひろ）
声 - 宮田始典
瞬兵の親友である少年。7月21日生まれ。血液型はB型。身長は145cm、体重は40kg。好きな物は「VARS」で、その腕は瞬兵と互角。嫌いなものは梅干。
頭脳明晰にしてスポーツ万能、そして美形と非の打ち所がなく、学校でも女子生徒の憧れの的となっている。バスケ部のポイントゲッター。海浜市美少年コンテストで優勝しているが、クラスメートの女子による推薦のため本人はその事実を知らない。私生活では祖母と二人暮らしで、離婚した両親のうち母は幼い時に病死、父親は行方不明となっている。
『VARS』の全国大会決勝戦中に発生した騒動の後行方知れずとなっていたが、やがて後述のギルティとして姿を現し、一時期瞬兵と敵味方に分かれる格好となっていた。正気を取り戻してからは瞬兵とともにグランダークに立ち向かうようになる。
椎名 ひろみ（しいな ひろみ）
声 - 氷上恭子
C-Naゼネラルカンパニーの社長令嬢で、私立明林学園に在籍する17歳の少女。趣味は乗馬と下着集め、特技はパソコンと外国語翻訳。
愛美の格好良さに惹かれ、「お姉様」と呼んで慕っており、彼女を追いかける形でアルバイトとして『VARS』の通信オペレーター、そしてグリフのAI教育係を務めるようになるが、父親からはアルバイトをしていることを反対されている。愛美の弟である瞬兵は「瞬ちゃん」と呼んでおり、自身が噂話好きであることから、任務の合間に彼に対して様々な話を吹き込んでいたりもする。
『ブレイブサーガ2』では、ブッチョの作った装甲獣王国の女王クラウディアとして登場する。
- 前述の「噂話」は、ゲーム内において一部のサブシナリオの発生条件ともなっている。

逢坂 優（おおさか まさる）
声 - 柴本浩行
業界屈指の天才と謳われたプログラマーで、愛美の開発した「VARS」に感動して弟子入りし、『VARS』においてはハウンドのAI教育係も担当している。彼女には「姉御」、瞬兵には「ボン」と呼ぶ。大阪人のため、虎には並々ならぬこだわりがある。
守山 暁（もりやま さとる）
声 - 志賀克也
ひろみに憧れている、気の優しいメカニックマン。『VARS』のメカニックとして、勇者ロボやサポートメカの調整、それにイッカクのAI教育係を担当する。
ロンロン
声 - 根谷美智子
『VARS』USAの開発室長を務める、香港出身の爆弾娘。作中ではの登場は『ブレイブサーガ2』からとなるが、『ブレイブサーガ』にも台詞上でのみ登場している。
ロボット工学の権威で、科学者としてずば抜けた知識を持つ一方、その性格は無邪気かつ能天気で、常にノリの良いところが目立つ。愛美とは彼女がアメリカに留学していた頃からの親友であり、彼女の開発した「VARS」に共感するとともにこれを発展させた「DOOL」の開発に当たっている。コートの下に多数の手榴弾を詰め込んでいたり、浜田満彦と大阪次郎（『勇者特急マイトガイン』）のファンという側面も有する。
『ブレイブサーガ』シリーズの他、格闘ゲーム『闘神伝URA』にもプレイヤーキャラクターとして登場している。
相羽 真人（あいば まさと）
菜々子の兄で愛美の恋人。シャトルの搭乗員だったが消息不明になる。アイキャッチで、愛美と一緒にポートレートに写っている姿が一度だけ確認できる。獅子王凱の宇宙開発公団での先輩にあたる。
ひみつ探偵
声 - 茶風林
正体不明の謎の人物。『VARS』を悪の組織と勘違いし、あれこれ調べまわるが、全てが空回りに終わる典型的な迷探偵。海浜市では知らぬ者のない有名人だが、本名、年齢、生い立ちなど、詳しいプロフィールは誰も知らない。『ブレイブサーガ2』では、お手製のロボットに乗って参戦。お話にならない弱さだが一応は戦える。ロンロンのレーダーを潜り抜ける異様に高いステルス性を持つ。

## 聖勇者
太古から悪と戦い続けた、という以外正体が謎に包まれている意識生命体。指導者アスタル以下、6人の聖勇者と二人の見習いの存在が確認されている。5人は冒頭の回想録にて登場し、その中でステラはカルラとして現れている。
アスタル
声 - 紗ゆり
大いなる意思と呼ばれる意識生命体であり宇宙の創造主。グランダークとは善と悪、表裏一体の関係であり、彼が消滅すれば同じく滅ぶ。女性的な声をしている。
聖勇者
バーン
- 全高：15cm（通常時） / 10m（巨大化時）
- 重量：13.0t（巨大化時）

声 - 中田譲治
聖勇者の一人にして、勇気を司る宇宙意識体。瞬兵がカスタムした「VARS」VR-3Cに融合しており、彼の発する「ブレイブチャージ！」のかけ声により巨大化する。人型のロボット形態の他、スポーツカー型のビークル形態、そして設定上では「バーンドラゴン」と呼ばれる有翼のドラゴン形態への変形機能を有する。
- 前述の通り、当初の発注では商品化を前提とせず、変形に関してはごまかしてもいいとの話があったことから、後出の合体形態やスペリオンなども含め、まずはキャラクター優先でデザイン作業が進められた。デザインモチーフがドラゴンであることは当初より決まっており、決定稿ではオミットされているものの、額にも飾り角を配した案が複数提示されている他、頭部側面と背面から生えている計3本の角は、大河原曰くドラゴンの爪を意図したものであるという。逆に決定稿に盛り込まれながらも、後にオミットされたのが背面のワイバーンウイングで、これは「新参勇者で小ロボが飛んでしまうのは生意気だろう」という早坂の意向によるものである。

装備
バーンマグナム
ホイールシューター
ワイバーンウイング

必殺技
バーンサンダー
ドラゴンバースト

ガーンダッシャー
異空間から現れる巨大トレーラー。巨大な人型形態への変形機能を備え、バーンをその内部に格納合体することでバーンガーンのボディとして機能する他、『VARS』が開発したサポートメカと合体し、様々な状況下での活動をも可能とする。
- デザインはキングローダー（『勇者エクスカイザー』）やジェイローダー（『勇者警察ジェイデッカー』）といった、過去のシリーズ作品に登場するサポートメカと同系列であるものの、それらと比べて遥かに戦闘的な意匠が込められた形とされている。

バーンガーン
- 全高：20.0m
- 重量：35.0t

バーンとガーンダッシャーが、「龍神合体」することにより完成する巨大勇者。「勇気の化身」として位置付けられており、合体の際には瞬兵の「ブレイブチャージ・バーンガーン」のキーボイスと、バーンブレスからの光によって合体シークエンスへと移行。勇気の源である瞬兵を額に収容し一体化することによって、真の力を発揮する。たとえどんなに破壊されようと搭乗者を守るように防御壁で守られている。
当初は合体命令がなければ合体できなかったが、途中からはバーン自らの意思により可能となる。また、信念を貫く心を瞬兵が理解したことで、必殺技のドラゴンブレイクを放つ際に「バーンガーンドラゴン」と呼ばれるドラゴンを模した形態へも変形できるようになった。
- 合体前と同様に、こちらも当初の発注に即した形で「それらしく見える」ような印象を与えるパーツ配置とされていたが、最終的に変形パターンの確立に合わせてデザインも様々に変更が加えられている。カラーリングは前述した『エクスカイザー』への原点回帰を意識しつつ、敢えて赤がメインカラーの一つであったエクスカイザーの対比として青が採用された。

装備
ツインランサー
デュアルランサー
スパークキャノン
バーンナックル

必殺技
ドラゴンバースト
クロスインパクト
ランサーシュート
シリウスインプルード
インペイルノヴァ
スパイラルサンダー
ドラゴンブレイク
プラズマストライク（マッハスペリオンとの合体技）

ドリルバーンガーン
イッカク獣型のサポートメカ「BS-1 イッカク」と重装合体した遠距離攻撃用形態。胸部にドリル、両腕に4連バルカン砲、脚部後方にキャタピラをそれぞれ装備している。
- 後述の2形態も含め、当初は合体だけではなく手持ち武器への変形という形で、バーンガーンとの連携が検討されていた。

必殺技
ガトリングバースト

ウイングバーンガーン
始祖鳥型のサポートメカ「BS-2 グリフ」と音速合体した白兵戦闘用形態。両肩にウイング、右腕に剣、左腕に盾をそれぞれ装備している。
必殺技
ライトニングブレード

パワードバーンガーン
サーベルタイガー型のサポートメカ「BS-3 ハウンド」と闘神合体した中距離格闘形態。両肩に連射砲、右腕にワイヤーアーム、左腕にクローアームをそれぞれ装備している。
必殺技
サーベルファング
スペリオン
- 全高：10.5m
- 重量：10.0t

声 - 小杉十郎太
希望を司る聖勇者で、バーンの親友でもある。洋がカスタムした「VARS」と融合しており、彼の発する「ファイヤーチャージ！」のキーボイスで巨大化する。
物語開始以前、単身ナイトメアに挑むもグランダークに囚われてしまい、以来憎悪の化身であるギルディオンに身をやつしていたが、洋が希望を取り戻したのに伴い本来の姿へと戻った。機動力がある上攻撃力も高く、さらに射撃の腕前は聖勇者の中でも一番であるなど、バーンを上回る実力者である。
ニヒルな性格の孤高の戦士であり、一時期悪に染まっていたを悔やんでいることから、バーンとのグレート合体を拒否している。その代わりとして、バーンガーンとの合体時には上半身が剣、下半身が弓にそれぞれ変形しており、いわゆる2号ロボの中核を構成する勇者でありながら、武器系勇者の特徴も併せ持っている。
- デザインは後述のマッハスペリオンやギルディオンも含め、大河原によるデザイン画稿とゲーム内でのビジュアルとで様々に相違点が見られるが、これは別のデザイナーによってアレンジされていることに起因したものである。また、設定上では鳳凰形態への変形機構も有している。

装備
スペリオルブレード
ガトリングニードル

必殺技
フェニックスストーム
ファイヤーフィニッシュ
設定では、グレートバーンガーンの合体時には使用不可となる。

マッハフェニックス
異空間から現れる、不死鳥型のサポートメカ。ファイヤーフィニッシュ時、もしくはプラズマストライク時にもこの姿を取り、複数のパーツに分離した状態から、スペリオンを核として再合体することでマッハスペリオンとなる。設定上では「マッハファイター」と呼ばれる戦闘機型の別形態へも変形可能とされる。

マッハスペリオン　
- 全高：21.0m
- 重量：18.0t

スペリオンが、マッハフェニックスと「鳳凰合体」することにより完成する巨大勇者。希望の化身として位置付けられており、合体の際には洋の「ファイヤーチャージ・マッハスペリオン」のキーボイスと、マッハトリガーから放たれた光によって合体シークエンスへと移行。希望の源である洋と一体化することで、真の力を発揮するという点はバーンガーンと同様である。
装備
マッハサーベル
マッハショット
ファイヤーウイング

必殺技
フェニックスストーム
スタービーム
バーニングスパルタン
プラズマストライク（バーンガーンとの合体技）

グレートバーンガーン　
- 全高：30.0m
- 重量：53.0t

バーンガーンとマッハフェニックスが、「友情合体」することにより完成する超巨大勇者。合体の際には前述の合体コードに加え、瞬兵と洋が「ブレイブ」「ファイヤー」「チャージ！」のキーワードを発する必要があり、両者ともかなりの恥ずかしさゆえに最後まで嫌がっていたものの、『ブレイブサーガ2』以降は多少慣れた様子を見せてもいる。
前述の通り、スペリオンは「けじめ」を理由として合体には参加しておらず、厳密にはマッハフェニックスのみが合体した状態にある。また、事前にバーンガーンがサポートメカのいずれかと合体している場合は、それを解除する必要もある。
- デザイン作業は、合体前の各形態も含めて全て同時に進行しており、その都合上初期段階では末広がりのおめでたいフォルムとして描かれていたグレートバーンガーンも、変形合体のギミックの明確化につれて段階的に煮詰められていった。

装備
デュアルランサー
グレートキャノン

必殺技
スターブラスター
ハイパーフレイムバースト
バーニングランサー
グレートフィニッシュ

グレートバーンガーン・フルウェポンモード
- 全高：30.0m
- 重量：63.0t

グレートバーンガーンの本来の姿で、スペリオンの上半身が変形した「フェニックスブレード」が手持ち武器として右手に、下半身が変形した「ファイヤーアロー」が左前腕にそれぞれ装備されている。
- 大河原によるグレートバーンガーンの決定稿も、この形態に近い形で描かれているが、スペリオンの上半身が手持ちの剣ではなく、ファイヤーアローと同じ要領で右前腕に合体しているという点で相違している。

装備
デュアルランサー
グレートキャノン
フェニックスブレード
ファイヤーアロー

必殺技
スターブラスター
ハイパーフレイムバースト
バーニングランサー
グレートフィニッシュ
バーンスペリオン

ハイパーバーンガーン
黄金に輝くバーンガーンで、バーンの完全体に相当する。善悪全ての意味を理解した瞬兵の心を開放した姿でもあり、バーンガーン時の所持技を受け継ぎつつも能力が飛躍的に上がる。
- ゲーム内におけるバーンガーン系の最強形態にして、第48話の6回目の戦闘で登場するユニットであり、5回目の戦闘の時点でバーンのレベルが低いプレイヤーへの救済措置としての側面も有している。逆に上級者向けに用意されているルートが、このハイパーバーンガーンも倒された場合の7回目の戦闘であり、ここではハイパー化が解けたバーンの状態で戦闘を行うこととなる。

### 見習い勇者
『ブレイブサーガ2』より登場する、バーンを師匠と仰ぐ聖勇者見習い。双子の兄弟であり、上下合体によるパワーアップが可能とされるが、いずれも作中には未登場となっている。双子勇者のレイカーブラザーズを先輩と呼び、様々な誤解や解釈が重なった結果、ひみつ探偵を尊敬している。
マグナ
- 全高：11.0m
- 重量：36.0t

声 - 上別府仁資
力自慢の猪突猛進タイプである聖勇者見習い。妙なところで頑固さを発揮することもあり、一度決めたことは最後まで押し通す。また、弟であるフラッシュとは喧嘩が絶えないものの、内心では彼を気遣ってもいる。
風魔の領域に保存されていたE4系新幹線から変形する。元々はスペリオンの弟子だったが、当人が弟子教育を拒み放棄したため、フラッシュの師匠に当たるバーンの元へ預けられた。
装備
ハンマーアックス
グランドランチャー

必殺技
マグナバースト
クロスアタック
岩石割り
骸割り
ダブルクロスインパクト（フラッシュとの合体技）
マグナムランサー（バーンガーンとの合体技）

フラッシュ
- 全高：10.5m
- 重量：33.0t

声 - 高橋広樹
明晰な頭脳と素早い身のこなしを兼ね備えた、理論派の聖勇者見習い。兄であるマグナが暴走した際の説得役も担っており、口論で負けることはないものの、結局は止められずに終わることもある。700系新幹線から変形する。
装備
ドリルスピアー

必殺技
デルタフラッシュ
クロスフラッシャー
プラズマブーメラン
ソニック突き
マッハ突き
ダブルクロスインパクト（マグナとの合体技）
フラッシュクロス（バーンガーンとの合体技）

マグナボンバー
マグナとフラッシュが上下合体した姿。マグナが主導権を握る形態で、マグナが上半身、フラッシュが下半身を構成。「見習いの癖に生意気だ」との理由で実現していない。
フラッシュカイザー
同じくマグナとフラッシュの合体形態。フラッシュが主導権を握る形態で、フラッシュが上半身、マグナが下半身を構成。マグナボンバーと同様の理由で実現していない。

## ナイトメア
太古から善と戦い続けたということ以外、正体が謎に包まれている意識生命体。
グランダーク
声 - 飯塚昭三
アスタルと対を成す混沌と破壊を司る絶対悪。甲冑の体と、剣と一体化した老人の顔を持ち、凶悪な技を繰り出す。完全体になるために巨悪たちを蘇らせた。普段は時空城の奥にある玉座に鎮座する。
セルツ・バッハ
声 - 一条和矢
グランダークの側近。絶望の化身である宇宙意識体。鉄仮面と甲冑を身に纏い、黄金の鎌で全ての希望を摘み取る。喩え滅ぼされても生物の絶望を吸収することで何度も甦る。要所で瞬兵たちに介入し、自身の完全体成就を目論み、最終決戦でグランダークの力を取り込み真グランダークとなり、聖勇者と対峙する。
デスマレフィック
セルツが搭乗する専用機。パイロット同様、巨大な鎌を背負う。
カルラ
声 - 根谷美智子
嫉妬を司る宇宙意識体。セルツを父として慕い愛していた。彼が倒れたことで一体化していたヒロを付け狙い続けるが、セルツにとっては彼女の思念を絶望に染まらせることで、自身の復活の手駒として利用していたに過ぎなかった。正体は、聖勇者ステラ。
ガスト
声 - 長嶝高士
怠惰と醜悪を司る意識生命体。瘴気を操る。美的感覚が人間とは異なり醜く汚いものが好き。設定では、首を伸ばした状態の反対側に傷跡があり、後述のゴーダとは一つの体として共有していたと推測される。
ゴーダ
ガストとは兄弟だったが、喧嘩が原因で喰われてしまう。劇中未登場。
ギルティ
声 - 宮田始典
セルツに代わって側近となった絶望の勇者。緋色の眼を持つ金色の仮面を被っており、瞬兵を執拗に憎み、殺害しようとする。その正体はセルツがヒロの体に融合して乗っ取った姿であり、正反対の暗黒面でもある。作中では、相羽真人に変装して愛美や菜々子を誘拐したこともある。
ギルディオン
- 全高：11.0m
- 重量：11.0t

声 - 小杉十郎太
ギルティに付き従う真紅のロボット。ペルソナと呼ばれる仮面を付けている「憎悪の化身」で、漆黒の疾風とも呼ばれる。失敗した者には容赦ないが、無口であるため通常はギルティがその意思を代弁する形をとっている。正体は、聖勇者スペリオン。『新章 アスタリア』ではスペリオンと分離してしまい、完全なる別個の存在と化す。
装備
ギルブレード
フェニックスストーム
ガトリングニードル
必殺技
ダークプロミネンス

ダークファイター
凶鳥の異名を持つサポートメカ。マッハファイターの変貌した姿。
ダーククロウ
ダークファイターの別形態。マッハフェニックスが変貌した鴉型のメカ。
ダークギルディオン
ギルディオンがダークファイターと合体した更なる憎悪の化身。バーンガーンを破壊しようとしている。
装備
フェニックスストーム
ダークサーベル
ダークショット
ファイヤーウイング
必殺技
ダークネスフレア
エターナルデス

量産型ロボット
カリストとネレイドを除く各タイプとも、強化型が存在する。
ガニメデ
量産型ロボットで、飛行形態に変形可能。
カリスト
カルラが乗り込む強化型ガニメデ。
ネレイド
鮫に似た特攻形態に変形するロボット。
オベロン
重火器を多数搭載した量産ロボット。
ティタン
両腕両足が巨大な手に変形する量産ロボット。

## 用語
バーンブレス
瞬兵が身につけている、ブレスレット型の通信機。バーンからもらったもので、これを介することによりバーンは遠距離にいても、瞬兵の勇気の力を得ることができる。また通常時、バーンへの変形時、それにバーンガーンへの合体時と、状況に応じて複数の形態を取る。これと同様のアイテムとして、洋もスペリオンから「マッハトリガー」と呼ばれる通信機をもらっており、こちらもマッハスペリオンへの合体時に翼を広げるように変形する。
海浜市
C-Naゼネラルカンパニー
愛美が所属する複合企業。
「VARS」（ヴァルス）
愛美がチーフとなって開発した小型ロボットで、作中にて子どもたちの間で最も流行している遊びでもある。
「VARS」の内部には、情報の伝達と行動を司る「シノプス」と呼ばれるパーツと、全制御を司る中枢部品である「ブレインボックス」、そして胸部に内蔵される充電式のバッテリーが搭載されている。このうち、シノプスは各パーツ内部のコネクタと、コード状になったシノプスの突起とを繋ぐことで作動する仕組みとなっており、変形機構を備えたモデルには専用のシノプスが使われることもある。また、ブレインボックスは完全なブラックボックスとなっており、内部構造を把握しているのは開発・製造元のC-Naゼネラルカンパニーのみで、その特許も開発チーフの愛美が有している。「VARS」の操作は、主にプレイヤーが頭部に貼り付ける「パッチ」を通して、プレイヤーの脳波と音声を本体へと伝達させる形で行われるが、変形や武装などの補助的操作はジョイスティックなどで行われることも多い。
本来、宇宙開発用に生み出された「VARS」であるが、OSが簡単で扱い方によっては軍事用に転換されやすい側面を有していたこともあり、玩具として特許を取得した上で一般向けに売り出されたという経緯を持つ。互いに持ち寄った「VARS」を戦わせる格闘ゲームが大当たりし、全国大会が開かれる程に普及した。
『VARS』
ナイトメアの侵攻後、愛美が立ち上げた私設防衛組織で、組織名は『Valiant Attack and Rescue Staff』を略したものである。海浜ドーム地下を本拠地にする。
モビィ・ディック
海浜ドームから発進する要塞。『ブレイブサーガ2』ではブレアに破壊される。
Gシステム
バーンガーンとマッハスペリオンの内部に搭載されている超合体装置で、これによりグレート合体が可能になっている。
『ブレイブサーガ2』では、マッハスペリオン側のシステムの一部が戦闘中に失われるアクシデントが発生したが、バーンガーン側のシステムを単独でグレートに合体可能なように書き換えることで対処した。
時空城（じくうじょう）
ナイトメアの本拠地で、月の裏側から配下が出撃し負の力を集めさせる。外敵が攻めてきた際には、三方から侵入しないと玉座にまで到達できない。

## 主題歌
オープニングテーマ「目覚めた勇気」
作詞 - 畑早苗 / 作曲・編曲 - 桑原芳郎 / 歌 - 白神直子

## 他媒体展開
『勇者聖戦バーンガーンTHE NOVEL』
脚本：小太刀右京、イラスト：綱島志朗
2024年6月より、前出の『ソーグレーダー』公式サイト内にて連載されているWeb小説。
同作品は、『ブレイブサーガ』そのもののノベライズではなく、「もしバーンガーンが単独作品だったら？」という前提の元でノベライズされた、バーンガーンのオリジンに迫る完全新作である。そのため、ストーリーも『ブレイブサーガ』のシナリオを大筋でなぞりつつも、エクスカイザーを始めとする他のシリーズ作品のキャラクターが登場しないなど、元のゲームにあったクロスオーバー要素が排された形となっている。
同作品の原案・監修を務める早坂曰く、『ブレイブサーガ』は「勇者シリーズ集大成」と銘打ったテレビゲームであるがゆえに、『バーンガーン』についてもゲーム内では語り尽くせなかったエピソードや要素も多数存在し、それらを何らかの形で発表してもらいたいというユーザーからの要望もこれまでに多数寄せられていたといい、そうした声に対する「ひとつの形」として発表されたのが同作品である。

## 関連商品

### 玩具・食玩・その他立体物
玩具
ユージン
- ブレイブシリーズ パート1
  - 2000年1月発売。彩色組立済みの塩ビ製ノンスケールモデルで、本作品からはバーン、バーンガーン、瞬兵、菜々子がラインナップされている。

- ブレイブシリーズ パート2
  - 2000年7月発売。本作品からはスペリオン、マッハスペリオン、洋、ひろみがラインナップされている。

- マスターアクション BRAVE SERIES No.4　グレートバーンガーン
  - 2002年8月発売。可動タイプのフィギュア、かつグレート合体形態での初立体化でもある。通常版の他、イベント限定版としてカラーリングを変更した「グレートバーンガーン・ファイナルVer.」も販売された。
  - この他商品化には至らなかったものの、「DXマスターアクション」シリーズとしてもバーンガーンの試作原型が製作されていたことが、一部ホビー雑誌にて紹介されている。

シーエムズコーポレーション
- SUNRISEメカアクションシリーズ　グレートバーンガーン
  - 2006年11月発売。歴代サンライズ作品の登場メカを中心とした、PVC製の非変形合体フィギュアシリーズ「SUNRISEメカアクションシリーズ」のラインナップの一つで、サイズなどのフォーマットも同シリーズの他の商品と統一されている。

- DX友情合体グレートバーンガーン
  - 2007年2月予約開始、同年7月発送。2,200体の限定生産品であり、各ロボットの変形合体を設定どおりに再現。本作品が発表されてから初となる変形合体玩具でもある。

- メカアクションシリーズ バーンガーン
  - 2008年8月発売。

プラモデル
アオシマ
- スカイネット スーパーロボットシリーズSR09 新世代ロボット戦記ブレイブサーガ 勇者聖戦バーンガーン
  - 1999年12月発売。ノンスケールの簡易インジェクションキットで、原型製作は山口勝久が担当。通常版のほかメッキ限定版が発売された。

コトブキヤ
- グレートバーンガーン
  - 2024年8月発売。一部パーツ差し替えにより合体前のバーンガーンを再現可能。